# Anchovia macrolepidota
Anchovia macrolepidota är en fiskart som först beskrevs av Kner, 1863.  Anchovia macrolepidota ingår i släktet Anchovia och familjen Engraulidae. IUCN kategoriserar arten globalt som livskraftig. Inga underarter finns listade i Catalogue of Life.